# William Gallacher
William Gallacher, né le 25 décembre 1881 à Paisley en Écosse et mort le 12 août 1965 dans la même ville, est un homme politique britannique. Il est l'un des très rares communistes à avoir siégé au Parlement du Royaume-Uni.

## Biographie
Issu d'une famille pauvre, il quitte l'école à la fin de sa scolarité primaire obligatoire, et entreprend de petits emplois manuels. Jeune homme, il se politise, rejoignant le Parti travailliste indépendant puis la Fédération social-démocrate. Comme beaucoup de socialistes au début du vingtième siècle (tels que Keir Hardie et Arthur Henderson), il est favorable au prohibitionnisme en matière d'alcool, considérant cette position comme un élément naturel de la pensée socialiste. Son père avait été alcoolique, et son frère l'était également.
Hostile à la participation britannique à la Première Guerre mondiale, il est arrêté en 1916 pour avoir publié un article à cet effet dans un journal syndical, The Worker. Il est condamné à six mois de prison. Après la guerre, il milite pour une semaine de travail de quarante heures, et est arrêté en 1919 lors d'une large réunion syndicale à ce sujet en plein air. Accusé d'incitation à l'émeute, il est condamné à cinq mois de prison.
Il rejoint le Parti communiste de Grande-Bretagne lors de sa fondation en 1920, et se présente sans succès aux élections législatives de 1922 et de 1923. En 1925, il est arrêté avec onze autres membres du parti, accusés d'avoir publié des pamphlets séditieux. Il est condamné à douze mois de prison. Dans les années 1920, il devient « l'un des principaux soutiens de Staline dans le Comintern ». Aux élections législatives du 14 novembre 1935, il est élu député de la circonscription écossaise de West Fife. Durant les dix années qui suivent, il est le seul député du Parti communiste à la Chambre des communes. 
En tant que député, en 1936 il s'associe à des figures du Parti travailliste (notamment Ellen Wilkinson, Stafford Cripps et Aneurin Bevan) pour demander en vain que le Royaume-Uni vienne en aide au gouvernement espagnol du Front populaire, assailli par les fascistes de Francisco Franco au début de la Guerre d'Espagne. 
Bien que partisan de Staline, il s'inquiète de ce qu'il entend au sujet des Grandes Purges staliniennes des années 1930, et en 1936 il se rend à Moscou, pour interroger à ce sujet Georgi Dimitrov, secrétaire général du Comintern. Dimitrov lui conseille de ne plus se poser de telles questions, et Gallacher ne proteste pas.  
En tant que député il s'oppose à la politique d'apaisement du premier ministre Neville Chamberlain. Dans ce contexte, le Pacte germano-soviétique en août 1939 divise les communistes britanniques. Gallacher et le chef du parti, Harry Pollitt, font partie d'une minorité qui soutiennent la déclaration de guerre britannique à l'encontre de l'Allemagne nazie en septembre. Ce qui vaut à Pollitt d'être dénoncé par le gouvernement soviétique et évincé de la direction du parti, et à Gallacher d'être limogé de la direction du journal communiste The Daily Worker. L'invasion allemande de l'Union soviétique en juin 1941, et l'alliance britannico-soviétique qui en résulte, permettent à Pollitt de reprendre la tête du parti, Gallacher redevenant un membre de premier plan.  
En raison de la guerre, la législature issue des élections de 1935 dure neuf ans et demi. Gallacher conserve son siège lors des élections législatives du 5 juillet 1945, où il est rejoint à la Chambre par un second député communiste, Phil Piratin. Au sein de la Chambre, les deux communistes se rapprochent de membres de l'aile gauche du Parti travailliste, dont Barbara Castle. L'entame de la Guerre froide et l'opposition de Gallacher à l'OTAN écornent toutefois sa popularité, et il perd son siège (avec Piratin) aux élections de février 1950. Depuis cette date, il n'y a plus eu de représentant du Parti communiste à la Chambre des communes. 
Président du Parti communiste de 1956 à 1963, William Gallacher décède le 12 août 1965.

## Liste des députés communistes au Parlement britannique
Il n'y a jamais eu que six représentants du Parti communiste au Parlement du Royaume-Uni :

À la Chambre des communes :
- Cecil Malone (1920-1922)
- John Newbold (1922-1923)
- Shapurji Saklatvala (1922-1929)
- William Gallacher (1935-1950)
- Phil Piratin (1945-1950)

À la Chambre des lords :
- Wogan Philipps (baron Milford) (1963-1993)